# Luuk de Jong
Luuk de Jong (Aigle, 27 agosto 1990) è un calciatore olandese, attaccante del Porto.
È stato complessivamente sei volte campione dei Paesi Bassi, una con il Twente (2009-2010), con cui ha vinto anche una Coppa nazionale (2010-2011) e due Supercoppe nazionali (2010 e 2011) e cinque con il PSV Eindhoven (2014-2015, 2015-2016, 2017-2018, 2023-2024 e 2024-2025), con cui ha vinto anche due Supercoppe nazionali (2015 e 2016). Con il Siviglia ha vinto una UEFA Europa League (2019-2020).
A livello individuale, è stato inserito nella squadra ideale dell'Europeo Under 21 in una occasione (Israele 2013) ed è stato capocannoniere dell'Eredivisie 2018-2019 (a pari merito con Dušan Tadić dell'Ajax).
Convocato dalla nazionale olandese dal 2011 al 2022, vanta 39 presenze e 8 reti.

## Biografia
Ha un fratello maggiore, Siem de Jong, ex calciatore ed è figlio di due pallavolisti.

## Caratteristiche tecniche
In fase realizzative calcia bene con entrambi i piedi, è una punta centrale che in attacco sfrutta bene la comprensione dello spazio e un ottimo atletismo. Possiede visione di gioco, tira con potenza ed è un attaccante agile che reagisce bene agli assist che gli vengono serviti, oltre ad avere un buon dinamismo.
Grazie al suo buon stacco aereo e alla sua reattività, è un ottimo colpitore di testa, inoltre è micidiale come rigorista.

## Carriera

### Club

#### I primi anni
I genitori di de Jong erano ex pallavolisti olandesi che vivevano in Svizzera. De Jong inizia la sua carriera nella squadra amatoriale DZC'68, insieme al fratello Siem. Entrambi i fratelli entrano poi nel settore giovanile del De Graafschap, ma mentre Siem passa poi all'Ajax, Luuk rimane al De Graafschap.

#### De Graafschap
De Jong fa il suo debutto in Eredivisie entrando dalla panchina in una partita contro il NAC Breda, dopo un'altra partita in cui entra dalla panchina contro l'Heerenveen il club acquista Ben Sahar e nella prima partita con in campo sia de Jong sia Sahar, contro il Willem II de Jong fa l'assist per Sahar nell'azione del gol dell'1-0. De Jong sigla il suo primo gol in Eredivisie contro il Twente, segnando il gol del 2-1, tuttavia pochi istanti dopo causa un rigore per il Twente che permette a Blaise Nkufo di siglare il gol del definitivo 2-2.
Nella partita contro l'Heracles Almelo sigla il suo secondo gol nel campionato olandese: Resit Schuurman batte un calcio di punizione, Rogier Meijer colpisce la palla con la testa e de Jong, che si trovava spalle alla porta, segna con una bella rovesciata il gol del definitivo 1-0. Nella partita contro il NEC Nijmegen si infortuna alla caviglia. De Jong rientra dall'infortunio in occasione dei play-off per la promozione/retrocessione. Nella partita contro l'RKC Waalwijk segna un gol, ma ciò non è abbastanza per evitare la retrocessione.

#### Twente

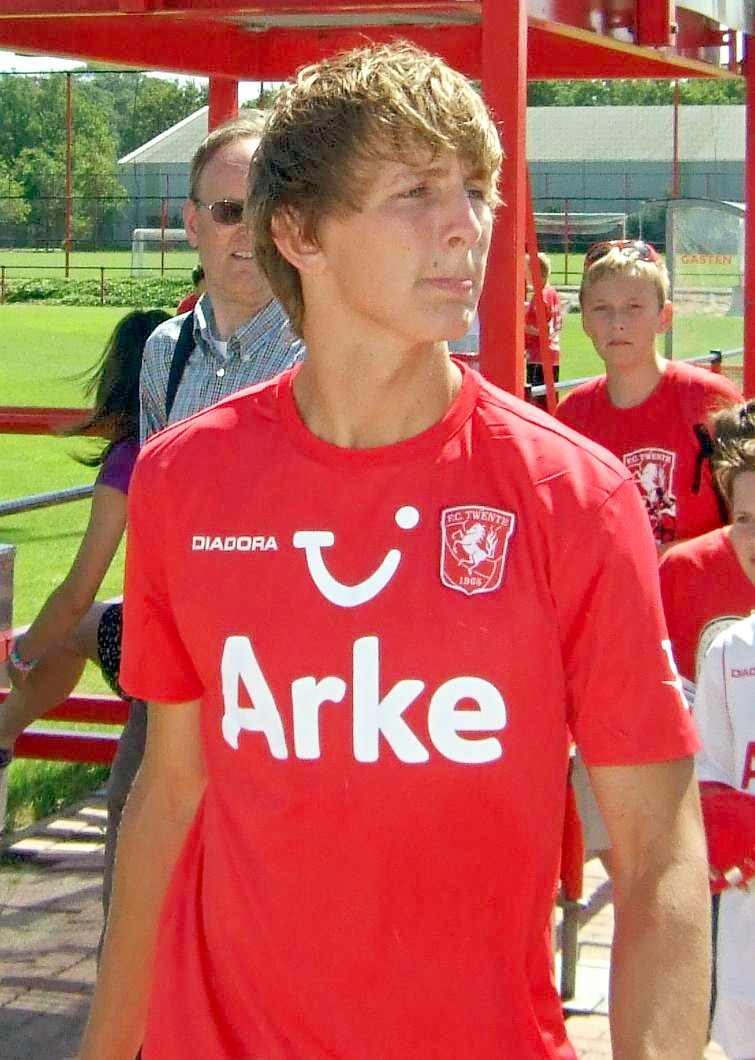
Luuk de Jong ai tempi del Twente nel 2010.

Il 6 aprile 2009, viene annunciato che de Jong ha firmato un contratto con il Twente per tre anni con un'opzione per il quarto anno valido a partire dal luglio 2009. Fa il suo debutto con la maglia del Twente in una partita di coppa contro l'sc Joure, sostituendo Dario Vujičević nel secondo tempo e mettendo a segno 2 assist nella partita finita 8-0. De Jong segna i suoi primi gol nella partita di coppa contro il VV Capelle, nella quale mette a segno una doppietta.
Durante la stagione fa il suo debutto anche in Europa League, nella partita contro l'Sheriff Tiraspol, nella quale entra al posto di Miroslav Stoch. In Europa League gioca anche la partita contro il Fenerbahçe SK. In Coppa d'Olanda segna una doppietta contro l'Helmond Sport, in una partita finita 3-0. Fa il suo debutto in Eredivisie con la nuova maglia nella trasferta contro l'FC Utrecht, sostituendo al minuto 90 Kenneth Perez.
A causa di un infortunio di Blaise Nkufo parte da titolare nella partita dei sedicesimi di finale di Europa League contro il Werder Brema. Nella partita in trasferta a Brema sigla il suo primo gol in Europa League, il Twente perdeva già 3-0 quando Luuk ha siglato di testa il gol del 3-1 battendo il portiere Christian Vander nonostante i due centrali difensivi del Werder Per Mertesacker e Naldo fossero 10 centimetri più alti di lui.
Luuk segna il suo primo gol in Eredivisie con la nuova maglia il 28 febbraio 2010, nella partita contro il NEC, segnando il gol del decisivo 2-1. Segna il suo secondo gol contro l'Heerenveen il 10 aprile, quando nel recupero segna il gol del definitivo 2-0.
La stagione 2010-2011 inizia col botto per De Jong, che segna il gol decisivo dell'1-0 nella vittoria in Johan Cruijff Schaal, svoltasi il 31 luglio 2010, contro l'Ajax. Debutta in Champions League il 14 settembre 2010, nella gara contro l'Inter pareggiata dal Twente per 2-2, e segna il suo primo gol in questa competizione il 2 novembre 2010 nella gara tra Werder Brema e Twente, finita 2-0 per gli olandesi. L'8 maggio 2011 vince la KNVB beker contro l'Ajax per 3-2 dopo i supplementari e il 30 luglio anche la Supercoppa d'Olanda sempre contro l'Ajax per 2-1.
Nella stagione 2011-2012 segna doppiette e triplette ottenendo il 6º posto della squadra. Conclude la stagione con 33 presenze e 25 gol in campionato (compresi le due gare di due play-off perse con il RKC Waalwijk) mentre in totale in stagione sono 32 i gol messi a segno in 51 partite.
In totale globalizza con il Twente 115 partite, segnando 59 gol in tre anni.

#### Borussia Mönchengladbach e prestito al Newcastle
Il 18 luglio 2012 viene ceduto per 12 milioni di euro al Borussia Mönchengladbach, con il quale firma un contratto quinquennale.
Il 29 gennaio 2014 si trasferisce in prestito al Newcastle, dove disputa dodici partite senza mai andare a segno. A fine stagione non viene riscattato e fa quindi ritorno al Borussia Mönchengladbach.

#### PSV Eindhoven
Il 12 luglio 2014 viene acquistato dal club olandese del PSV Eindhoven per 5,5 milioni di euro, firmando un contratto fino al giugno 2019. Segna 26 gol in 45 partite tra campionato, Coppa d'Olanda ed Europa League contribuendo in maniera decisiva alla vittoria dell'Eredivisie.
Le doti calcistiche di Luuk si riconfermano nella stagione successiva: il calciatore sigla ben 30 reti, tra campionato (vinto proprio dal suo PSV, grazie alla vittoria finale per 3-1 sullo Zwolle, in cui Luuk trova la doppietta decisiva per il successo), Coppa d'Olanda (con eliminazione ai quarti di finale per mano dell'Utrecht), Champions League (il PSV subisce una cocente eliminazione agli ottavi di finale da parte dell'Atletico Madrid, dopo uno 0-0 sia all'andata, sia al ritorno, con calci di rigore terminati 8-7 per i colchoneros) e Supercoppa d'Olanda (trionfo sul Groningen con doppietta di De Jong).
Nella stagione 2016-2017 le statistiche calano, e De Jong si rende partecipe di prestazioni discrete, non riuscendo a ripetere le cifre delle due precedenti stagioni; lo stesso vale per l’annata 2017-2018.
La stagione seguente torna protagonista: con 28 gol è capocannoniere dell’Eredivisie 2018-2019 insieme a Dušan Tadić superando la soglia delle 100 reti segnate con la maglia del PSV in occasione del successo per 5-0 contro il Fortuna Sittard.

#### Siviglia e prestito al Barcellona
Il 1º luglio 2019 viene ingaggiato, in cambio di 12,5 milioni di euro, dal Siviglia, con cui firma un contratto quadriennale. Il suo primo gol in Liga arriva il 20 ottobre, nella gara vinta per 1-0 contro il Levante; un suo gol nel derby contro il Betis Siviglia del 10 novembre consente al Siviglia di vincere per 2-1 fuori casa. Il 15 agosto 2020, in Europa League, firma il gol della vittoria sul Manchester Utd, che permette ai rojiblancos di qualificarsi alla finale di tale competizione; sei giorni più tardi realizza una doppietta che permette al club andaluso di vincere l'Europa League per la sesta volta, grazie al successo per 3-2 contro l'Inter. Dopo i 10 gol della prima stagione, nella seconda ne segna 9 per un totale di 19 reti messe a segno in 94 partite.
Nella notte del 1º settembre 2021, sul gong della fine del calciomercato, viene annunciato il suo passaggio al Barcellona allenato dall’olandese Ronald Koeman con la formula del prestito annuale con diritto di riscatto. Colleziona 28 presenze e 7 gol in tutto e a fine stagione non viene riscattato dai blaugrana.

#### Il ritorno al PSV Eindhoven
Il 2 luglio 2022 fa ritorno al PSV, firmando un contratto triennale, per una cifra di 3 milioni di euro.

#### Porto
Dopo 3 anni al PSV, il 3 agosto 2025 viene annunciato a sorpresa allo Stadio do Dragão, prima dell'amichevole contro l'Atlético Madrid, dal Porto, con cui firma un contratto annuale con opzione di rinnovo.

### Nazionale

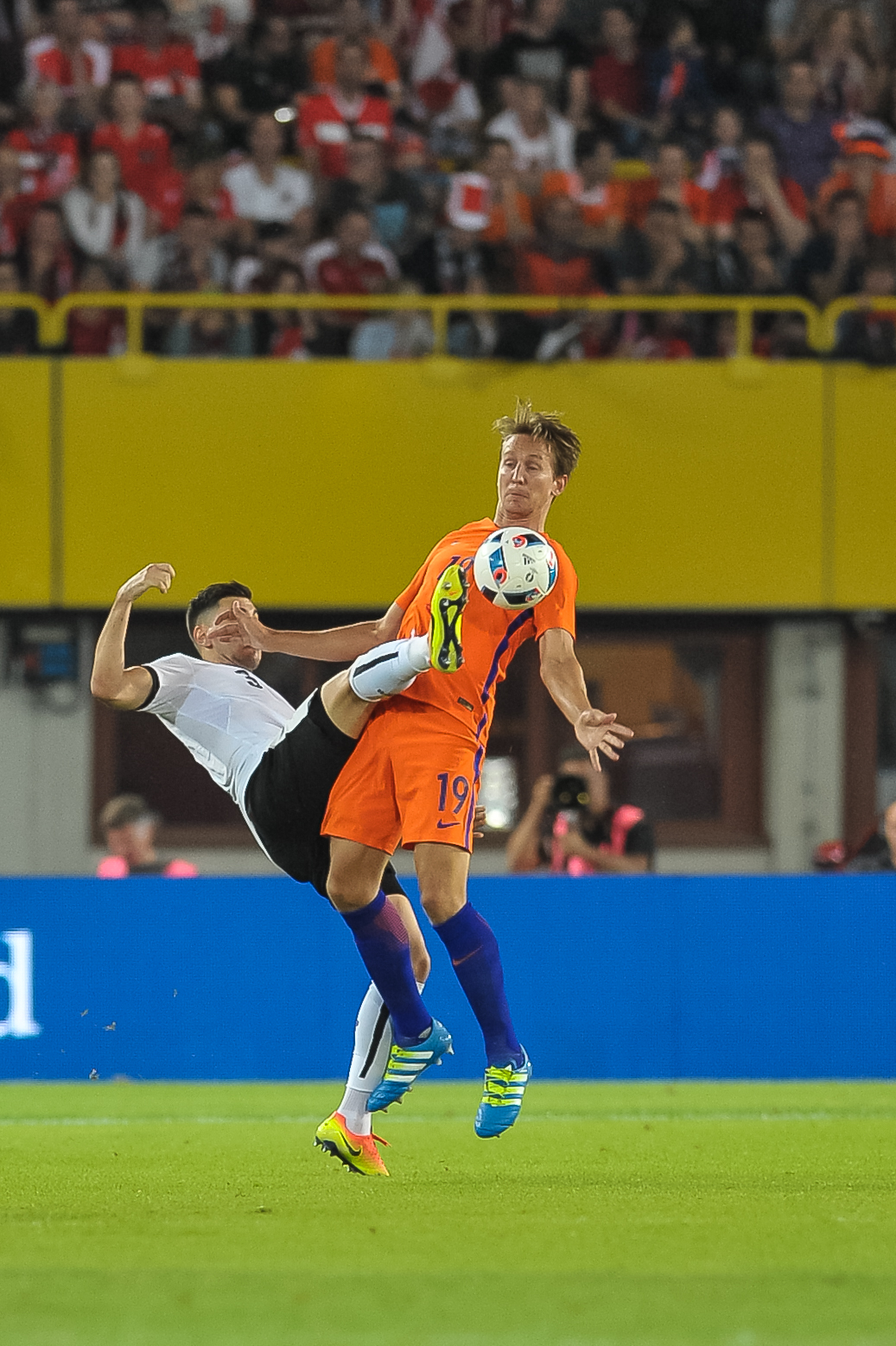
de Jong in azione con la nazionale olandese nel 2016.

Compie tutta la trafila delle nazionali giovanili olandesi, nel giugno 2013 prende parte con la nazionale Under-21 olandese, agli Europei Under-21 in Israele che vedono l'Olanda posizionarsi al terzo posto dietro Spagna e Italia. Nel febbraio del 2011 viene convocato dal CT. Bert van Marwijk, per la prima volta in nazionale maggiore, dove fa il suo esordio il 9 febbraio successivo, nell'amichevole contro l'Austria, entrando al 75º, al posto di Dirk Kuijt. Il 6 settembre dello stesso anno, segna la sua prima rete con la maglia Orange nella partita valida per le qualificazioni al campionato d'Europa 2012 contro la Finlandia match vinto per 2-0 dall'Olanda. Nel maggio del 2012 viene convocato per Euro 2012. Nel 2021 viene convocato per Euro 2020: giocherà da subentrato in due partite del girone prima di lasciare il ritiro della nazionale a causa di un infortunio al ginocchio rimediato in allenamento.
Nell’agosto dello stesso anno il nuovo CT Louis van Gaal lo esclude dai convocati per le gare di qualificazione ai Mondiali del 2022, per poi convocarlo per la suddetta manifestazione, in cui gioca solo la sfida ai quarti contro l'Argentina; la partita si protrae sino ai calci di rigore in cui, nonostante De Jong realizzi il proprio tiro dal dischetto, gli oranje hanno la peggio, venendo così eliminati dal torneo.
Il 3 marzo 2023 annuncia il proprio ritiro dalla nazionale con cui ha totalizzato 39 presenze e 8 reti.

## Statistiche

### Presenze e reti nei club
Statistiche aggiornate al 1º luglio 2025.
| Stagione                   | Squadra                    | Campionato                 | Campionato | Campionato | Coppe nazionali | Coppe nazionali | Coppe nazionali | Coppe continentali | Coppe continentali | Coppe continentali | Altre coppe | Altre coppe | Altre coppe | Totale | Totale |
| Stagione                   | Squadra                    | Comp                       | Pres       | Reti       | Comp            | Pres            | Reti            | Comp               | Pres               | Reti               | Comp        | Pres        | Reti        | Pres   | Reti   |
| -------------------------- | -------------------------- | -------------------------- | ---------- | ---------- | --------------- | --------------- | --------------- | ------------------ | ------------------ | ------------------ | ----------- | ----------- | ----------- | ------ | ------ |
| 2008-2009                  | De Graafschap              | ED                         | 14+3       | 2+1        | CO              | 2               | 0               | -                  | -                  | -                  | -           | -           | -           | 19     | 3      |
| 2009-2010                  | Twente                     | ED                         | 12         | 2          | CO              | 5               | 4               | UCL+UEL            | 0+4                | 0+1                | -           | -           | -           | 21     | 7      |
| 2010-2011                  | Twente                     | ED                         | 32         | 12         | CO              | 5               | 3               | UCL+UEL            | 6+5                | 1+3                | SO          | 1           | 1           | 49     | 20     |
| 2011-2012                  | Twente                     | ED                         | 31+2       | 25+0       | CO              | 3               | 2               | UCL+UEL            | 4+10               | 1+4                | SO          | 1           | 0           | 51     | 32     |
| Totale Twente              | Totale Twente              | Totale Twente              | 75+2       | 39         |                 | 13              | 9               |                    | 29                 | 10                 |             | 2           | 1           | 121    | 59     |
| 2012-2013                  | Borussia M'gladbach        | BL                         | 23         | 6          | CG              | 1               | 0               | UCL+UEL            | 2+5                | 0+2                | -           | -           | -           | 31     | 8      |
| 2013-gen. 2014             | Borussia M'gladbach        | BL                         | 13         | 0          | CG              | 1               | 0               | -                  | -                  | -                  | -           | -           | -           | 14     | 0      |
| Totale Borussia M'gladbach | Totale Borussia M'gladbach | Totale Borussia M'gladbach | 36         | 6          |                 | 2               | 0               |                    | 7                  | 2                  |             | -           | -           | 45     | 8      |
| feb.-giu. 2014             | Newcastle Utd              | PL                         | 12         | 0          | FACup+CdL       | -               | -               | -                  | -                  | -                  | -           | -           | -           | 12     | 0      |
| 2014-2015                  | PSV                        | ED                         | 32         | 20         | CO              | 2               | 2               | UEL                | 11                 | 4                  | -           | -           | -           | 45     | 26     |
| 2015-2016                  | PSV                        | ED                         | 33         | 26         | CO              | 4               | 2               | UCL                | 6                  | 2                  | SO          | 1           | 2           | 44     | 32     |
| 2016-2017                  | PSV                        | ED                         | 32         | 8          | CO              | 1               | 0               | UCL                | 5                  | 1                  | SO          | 1           | 0           | 39     | 9      |
| 2017-2018                  | PSV                        | ED                         | 28         | 12         | CO              | 3               | 1               | UEL                | 2                  | 0                  | -           | -           | -           | 33     | 13     |
| 2018-2019                  | PSV                        | ED                         | 34         | 28         | CO              | 0               | 0               | UCL                | 8                  | 4                  | SO          | 1           | 0           | 43     | 32     |
| 2019-2020                  | Siviglia                   | PD                         | 35         | 6          | CR              | 3               | 1               | UEL                | 8                  | 3                  | -           | -           | -           | 46     | 10     |
| 2020-2021                  | Siviglia                   | PD                         | 34         | 4          | CR              | 7               | 3               | UCL                | 6                  | 2                  | SU          | 1           | 0           | 48     | 9      |
| Totale Siviglia            | Totale Siviglia            | Totale Siviglia            | 69         | 10         |                 | 10              | 4               |                    | 14                 | 5                  |             | 1           | 0           | 94     | 19     |
| 2021-2022                  | Barcellona                 | PD                         | 21         | 6          | CR              | -               | -               | UCL+UEL            | 3+4                | 0                  | SS          | 1           | 1           | 29     | 7      |
| 2022-2023                  | PSV                        | ED                         | 24         | 14         | CO              | 5               | 1               | UCL+UEL            | 4+5                | 1+2                | SO          | 1           | 0           | 39     | 18     |
| 2023-2024                  | PSV                        | ED                         | 34         | 29         | CO              | 2               | 1               | UCL                | 11                 | 8                  | SO          | 1           | 0           | 48     | 38     |
| 2024-2025                  | PSV                        | ED                         | 31         | 14         | CO              | 3               | 0               | UCL                | 12                 | 2                  | SO          | 1           | 2           | 47     | 18     |
| Totale PSV                 | Totale PSV                 | Totale PSV                 | 248        | 151        |                 | 20              | 7               |                    | 64                 | 24                 |             | 6           | 4           | 338    | 186    |
| Totale carriera            | Totale carriera            | Totale carriera            | 475+5      | 214+1      |                 | 47              | 20              |                    | 121                | 41                 |             | 10          | 6           | 658    | 282    |

### Cronologia presenze e reti in nazionale
| Cronologia completa delle presenze e delle reti in nazionale ― Paesi Bassi | Cronologia completa delle presenze e delle reti in nazionale ― Paesi Bassi | Cronologia completa delle presenze e delle reti in nazionale ― Paesi Bassi | Cronologia completa delle presenze e delle reti in nazionale ― Paesi Bassi | Cronologia completa delle presenze e delle reti in nazionale ― Paesi Bassi | Cronologia completa delle presenze e delle reti in nazionale ― Paesi Bassi | Cronologia completa delle presenze e delle reti in nazionale ― Paesi Bassi | Cronologia completa delle presenze e delle reti in nazionale ― Paesi Bassi |
| Data                                                                       | Città                                                                      | In casa                                                                    | Risultato                                                                  | Ospiti                                                                     | Competizione                                                               | Reti                                                                       | Note                                                                       |
| -------------------------------------------------------------------------- | -------------------------------------------------------------------------- | -------------------------------------------------------------------------- | -------------------------------------------------------------------------- | -------------------------------------------------------------------------- | -------------------------------------------------------------------------- | -------------------------------------------------------------------------- | -------------------------------------------------------------------------- |
| 9-2-2011                                                                   | Eindhoven                                                                  | Paesi Bassi                                                                | 3 – 1                                                                      | Austria                                                                    | Amichevole                                                                 | -                                                                          | 75’                                                                        |
| 8-6-2011                                                                   | Montevideo                                                                 | Uruguay                                                                    | 1 – 1                                                                      | Paesi Bassi                                                                | Amichevole                                                                 | -                                                                          | 80’                                                                        |
| 6-9-2011                                                                   | Helsinki                                                                   | Finlandia                                                                  | 0 – 2                                                                      | Paesi Bassi                                                                | Qual. Euro 2012                                                            | 1                                                                          | 67’                                                                        |
| 11-10-2011                                                                 | Solna                                                                      | Svezia                                                                     | 3 – 2                                                                      | Paesi Bassi                                                                | Qual. Euro 2012                                                            | -                                                                          | 81’                                                                        |
| 11-11-2011                                                                 | Amsterdam                                                                  | Paesi Bassi                                                                | 0 – 0                                                                      | Svizzera                                                                   | Amichevole                                                                 | -                                                                          | 79’                                                                        |
| 15-11-2011                                                                 | Amburgo                                                                    | Germania                                                                   | 3 – 0                                                                      | Paesi Bassi                                                                | Amichevole                                                                 | -                                                                          | 87’                                                                        |
| 29-2-2012                                                                  | Londra                                                                     | Inghilterra                                                                | 2 – 3                                                                      | Paesi Bassi                                                                | Amichevole                                                                 | -                                                                          | 62’                                                                        |
| 5-6-2015                                                                   | Amsterdam                                                                  | Paesi Bassi                                                                | 3 – 4                                                                      | Stati Uniti                                                                | Amichevole                                                                 | -                                                                          | 78’                                                                        |
| 6-9-2015                                                                   | Konya                                                                      | Turchia                                                                    | 3 – 0                                                                      | Paesi Bassi                                                                | Qual. Euro 2016                                                            | -                                                                          | 74’                                                                        |
| 25-3-2016                                                                  | Amsterdam                                                                  | Paesi Bassi                                                                | 2 – 3                                                                      | Francia                                                                    | Amichevole                                                                 | 1                                                                          | 81’                                                                        |
| 27-5-2016                                                                  | Dublino                                                                    | Irlanda                                                                    | 1 – 1                                                                      | Paesi Bassi                                                                | Amichevole                                                                 | 1                                                                          | 82’                                                                        |
| 4-6-2016                                                                   | Vienna                                                                     | Austria                                                                    | 0 – 2                                                                      | Paesi Bassi                                                                | Amichevole                                                                 | -                                                                          | 65’                                                                        |
| 25-3-2017                                                                  | Sofia                                                                      | Bulgaria                                                                   | 2 – 0                                                                      | Paesi Bassi                                                                | Qual. Mondiali 2018                                                        | -                                                                          | 69’                                                                        |
| 14-11-2017                                                                 | Bucarest                                                                   | Romania                                                                    | 0 – 3                                                                      | Paesi Bassi                                                                | Amichevole                                                                 | 1                                                                          | 62’                                                                        |
| 9-9-2018                                                                   | Saint-Denis                                                                | Francia                                                                    | 2 – 1                                                                      | Paesi Bassi                                                                | UEFA Nations League 2018-2019 - 1º turno                                   | -                                                                          | 88’                                                                        |
| 16-10-2018                                                                 | Bruxelles                                                                  | Belgio                                                                     | 1 – 1                                                                      | Paesi Bassi                                                                | Amichevole                                                                 | -                                                                          | 73’                                                                        |
| 19-11-2018                                                                 | Gelsenkirchen                                                              | Germania                                                                   | 2 – 2                                                                      | Paesi Bassi                                                                | UEFA Nations League 2018-2019 - 1º turno                                   | -                                                                          | 66’                                                                        |
| 24-3-2019                                                                  | Amsterdam                                                                  | Paesi Bassi                                                                | 2 – 3                                                                      | Germania                                                                   | Qual. Euro 2020                                                            | -                                                                          | 90+1’                                                                      |
| 9-6-2019                                                                   | Porto                                                                      | Portogallo                                                                 | 1 – 0                                                                      | Paesi Bassi                                                                | UEFA Nations League 2018-2019 - Finale                                     | -                                                                          | 81’                                                                        |
| 9-9-2019                                                                   | Tallinn                                                                    | Estonia                                                                    | 0 – 4                                                                      | Paesi Bassi                                                                | Qual. Euro 2020                                                            | -                                                                          | 71’                                                                        |
| 10-10-2019                                                                 | Rotterdam                                                                  | Paesi Bassi                                                                | 3 – 1                                                                      | Irlanda del Nord                                                           | Qual. Euro 2020                                                            | 1                                                                          | 78’                                                                        |
| 13-10-2019                                                                 | Minsk                                                                      | Bielorussia                                                                | 1 – 2                                                                      | Paesi Bassi                                                                | Qual. Euro 2020                                                            | -                                                                          | 66’                                                                        |
| 16-11-2019                                                                 | Belfast                                                                    | Irlanda del Nord                                                           | 0 – 0                                                                      | Paesi Bassi                                                                | Qual. Euro 2020                                                            | -                                                                          | 65’                                                                        |
| 19-11-2019                                                                 | Amsterdam                                                                  | Paesi Bassi                                                                | 5 – 0                                                                      | Estonia                                                                    | Qual. Euro 2020                                                            | -                                                                          | 63’                                                                        |
| 4-9-2020                                                                   | Amsterdam                                                                  | Paesi Bassi                                                                | 1 – 0                                                                      | Polonia                                                                    | UEFA Nations League 2020-2021 - 1º turno                                   | -                                                                          | 90+2’                                                                      |
| 7-9-2020                                                                   | Amsterdam                                                                  | Paesi Bassi                                                                | 0 – 1                                                                      | Italia                                                                     | UEFA Nations League 2020-2021 - 1º turno                                   | -                                                                          | 81’                                                                        |
| 7-10-2020                                                                  | Amsterdam                                                                  | Paesi Bassi                                                                | 0 – 1                                                                      | Messico                                                                    | Amichevole                                                                 | -                                                                          | 63’                                                                        |
| 11-10-2020                                                                 | Zenica                                                                     | Bosnia ed Erzegovina                                                       | 0 – 0                                                                      | Paesi Bassi                                                                | UEFA Nations League 2020-2021 - 1º turno                                   | -                                                                          |                                                                            |
| 14-10-2020                                                                 | Bergamo                                                                    | Italia                                                                     | 1 – 1                                                                      | Paesi Bassi                                                                | UEFA Nations League 2020-2021 - 1º turno                                   | -                                                                          |                                                                            |
| 11-11-2020                                                                 | Amsterdam                                                                  | Paesi Bassi                                                                | 1 – 1                                                                      | Spagna                                                                     | Amichevole                                                                 | -                                                                          |                                                                            |
| 15-11-2020                                                                 | Amsterdam                                                                  | Paesi Bassi                                                                | 3 – 1                                                                      | Bosnia ed Erzegovina                                                       | UEFA Nations League 2020-2021 - 1º turno                                   | -                                                                          |                                                                            |
| 18-11-2020                                                                 | Chorzów                                                                    | Polonia                                                                    | 1 – 2                                                                      | Paesi Bassi                                                                | UEFA Nations League 2020-2021 - 1º turno                                   | -                                                                          | 84’                                                                        |
| 24-3-2021                                                                  | Istanbul                                                                   | Turchia                                                                    | 4 – 2                                                                      | Paesi Bassi                                                                | Qual. Mondiali 2022                                                        | 1                                                                          | 62’                                                                        |
| 27-3-2021                                                                  | Amsterdam                                                                  | Paesi Bassi                                                                | 2 – 0                                                                      | Lettonia                                                                   | Qual. Mondiali 2022                                                        | 1                                                                          | 52’ 79’                                                                    |
| 30-3-2021                                                                  | Gibilterra                                                                 | Gibilterra                                                                 | 0 – 7                                                                      | Paesi Bassi                                                                | Qual. Mondiali 2022                                                        | 1                                                                          | 81’                                                                        |
| 2-6-2021                                                                   | Faro                                                                       | Paesi Bassi                                                                | 2 – 2                                                                      | Scozia                                                                     | Amichevole                                                                 | -                                                                          | 85’                                                                        |
| 13-6-2021                                                                  | Amsterdam                                                                  | Paesi Bassi                                                                | 3 – 2                                                                      | Ucraina                                                                    | Euro 2020 - 1º turno                                                       | -                                                                          | 88’                                                                        |
| 17-6-2021                                                                  | Amsterdam                                                                  | Paesi Bassi                                                                | 2 – 0                                                                      | Austria                                                                    | Euro 2020 - 1º turno                                                       | -                                                                          | 82’                                                                        |
| 9-12-2022                                                                  | Lusail                                                                     | Paesi Bassi                                                                | 2 – 2 dts (3 – 4 dtr)                                                      | Argentina                                                                  | Mondiali 2022 - Quarti di finale                                           | -                                                                          | 64’                                                                        |
| Totale                                                                     |                                                                            | Presenze                                                                   | 39                                                                         |                                                                            | Reti                                                                       | 8                                                                          |                                                                            |

## Palmarès

### Club

#### Competizioni nazionali
- Campionato olandese: 6

Twente: 2009-2010
PSV Eindhoven: 2014-2015, 2015-2016, 2017-2018, 2023-2024, 2024-2025
- Supercoppa dei Paesi Bassi: 6

Twente: 2010, 2011
PSV Eindhoven: 2015, 2016, 2022, 2023
- Coppa dei Paesi Bassi: 2

Twente: 2010-2011
PSV: 2022-2023

#### Competizioni internazionali
- UEFA Europa League: 1

Siviglia: 2019-2020

### Individuale
- Inserito nella selezione UEFA dell'Europeo Under-21: 1

Israele 2013
- Capocannoniere dell'Eredivisie: 2

2018-2019 (28 gol, a pari merito con Dušan Tadić), 2023-2024 (29 gol, a  pari merito con Vaggelīs Paulidīs)
- Squadra della stagione della UEFA Europa League: 1

2019-2020